# ساتپایف ۲۴۰۲
سیارک ۲۴۰۲ (به انگلیسی: 2402 Satpaev، نامگذاری:1979OR13) دو هزار و چهارصد و دومین سیارک کشف شده‌است که در ۳۱ ژوئیه ۱۹۷۹ کشف شد.
قدر مطلق سیارک برابر ۱۳٫۲۰ است.